# Bligg
 (mars 2012).
Si vous disposez d'ouvrages ou d'articles de référence ou si vous connaissez des sites web de qualité traitant du thème abordé ici, merci de compléter l'article en donnant les références utiles à sa vérifiabilité et en les liant à la section « Notes et références ».
Bligg, né Marco Bliggensdorfer le 30 septembre 1976 à Zurich, est un rappeur suisse chantant en Suisse allemand. 

## Biographie
Bligg commence avec le style libre (freestyle) à l'âge de 16 ans.  En 1995, il sort le single Zürislang Freistiil, dans lequel on l'entend pour la première fois faire du rap. Trois ans plus tard, il rencontre Lexx, producteur et rappeur. Ils joignent leurs efforts dans l'album Chocolate, Cheese and Sounds. En 1999, ils publient leur premier single, Schnitzeljagd sous le nom de Bligg'n'Lexx. DJ Cutmando remixe ce single et collabore depuis avec Bligg.
En 2000, Bligg'n'Lexx s'associent à Pete Penicka afin de publier le single Du & Ich, extrait de leur album Nahdisnah. Bligg compose alors plus de chansons et signe avec Universal. En 2001, Bligg publie son premier album solo, Normal, qui entre dans le top 20 en Suisse[réf. nécessaire].
Après la sortie de l'album Normal, Bligg met fin à son contrat avec Universal et signe avec Nation Music. En 2004, il sort son second album solo, Odyssey, qui reste 9 semaines dans le top 20 en Suisse[réf. nécessaire]. Après la sortie de l'album, Bligg commence une tournée, la seconde de sa carrière, avec ses musiciens et DJ Cutmando.
En 2005, Bligg sort un album intitulé Okey Dokey sous le label Musikvertrieb. C'est le premier Dualdisc publié sur le marché Suisse[réf. nécessaire]. Le single Gang Nöd est utilisé dans la campagne publicitaire suisse contre le suicide[réf. nécessaire]. En 2006, Bligg publie l'album Mit Liib & Seel. C'est le premier album dans lequel Bligg chante (il faisait du rap jusqu'alors), et c'est le premier album contenant des textes en anglais. À la suite de la publication, Bligg fait une tournée avec un groupe de sept musiciens.
Un an après Okey Dokey, Bligg publie son quatrième album solo, intitulé Yves Spink, en collaboration avec DJ Cutmando. L'album entre dans le top 10 en Suisse[réf. nécessaire]. La chanson Volksmussig (La musique populaire) est présentée par le groupe Streichmusik Alder dans l'émission de télévision Die grössten Schweizer Hits en octobre 2007[réf. nécessaire]. Cette version est un succès[réf. nécessaire], et reste dans le top des meilleures chansons suisses pendant 20 semaines[réf. nécessaire], après sa sortie en single. Bligg fait alors une tournée avec les Streichmusik Alder, et leur collaboration lui inspire d'inclure dans ses chansons des éléments de musique folklorique, notamment l'utilisation du Hammered dulcimer. Ceci mène à la sortie de l'album 0816 en octobre 2008.  
Après 8 semaines, Bligg atteint la première place du top des meilleures chansons en suisse[réf. nécessaire], et reste à cette place pendant trois semaines[réf. nécessaire].  Le premier single de l'album est Rosalie, l'histoire d'une femme qui tombe amoureuse d'un fleuriste.  
Bligg part en tournée entre le 8 janvier et le 18 avril 2009 avec neuf musiciens. Afin de reproduire au mieux en public l'enregistrement studio, l'accordéoniste Nicolas Senn joue du Hammered dulcimer sur scène.
À la fin de 2010, l'album Bart Aber Herzlich est récompensé par trois disques de platines, et les singles Legändä & Heldä, Chef et Manhattan se placent tous les trois dans le top 20 des meilleures chansons suisses.
Le 25 octobre 2013, l'album Service Publigg est sorti pour la troisième fois d'affilée et a atteint le double statut de platine. Le premier single, Mundart, est sorti le 16 août 2013 et a atteint la 3e place du palmarès des single.
Son dixième album studio "Instinct" est sorti le 4 décembre 2015 et a atteint le statut d'or en quelques semaines. Le premier single Lah elle redä est apparu le 13 novembre, se hissant au 4e place dans les charts simples.
Dans le casting Les plus grands talents suisses de SRF 1, il a siégé en 2016 à la quatrième saison en tant que membre du jury.
Le 5 mai 2015, son premier enfant est né. Le 6 avril 2018, son album "KombiNation" est sorti, qui accède rapidement au statut d'or et de platine et prend la quatrième place lors du défilé annuel des ventes de 2018.

## Discographie

### Albums
- 2001 : Relaxtra (EP)
- 2001 : Normal
- 2004 : Odyssey (Bligg-Album)
- 2004 : Odyssey Club (EP)
- 2005 : Okeydokey (Mixtape)
- 2006 : Mit Liib & Seel
- 2007 : Yves Spink
- 2008 : 0816
- 2009 : 0816 Nackt (Re-Release of 0816)
- 2010 : Bart aber herzlich
- 2011 : Brass aber herzlich (Deluxe-Version de Bart aber herzlich)

Avec Lexx sous le nom Bligg’n’Lexx
- 1999 : Schnitzeljagd (Maxi)
- 2000 : Nahdisnah (Album)
- 2000 : Du&Ich (Maxi)

### Singles
- 2001 : Alles scho mal ghört (avec Emel)
- 2001 : Raw Dawgz (avec Tha Alkaholiks)
- 2001 : Relaxtra (avec Lexx & Stress)
- 2004 : Single
- 2004 : King Size (avec Kool Savas)
- 2005 : Gang nöd
- 2007 : Susanne
- 2007 : Börn Baby
- 2007 : Volksmusigg (avec Streichmusik Alder)
- 2008 : Für's Läbe
- 2008 : Rosalie
- 2009 : Musigg i dä Schwiiz
- 2009 : Stahn Uf (avec Baschi, Stress, Ritschi et Seven)
- 2009 : Signal
- 2010 : Legendä und Heldä
- 2010 : Chef
- 2011 : Manhattan
- 2011 : I'd Kill for You (avec la participation de Jessy Howe)
- 2020 : B.L.I doppel G

### Vinyl
- 1995 : Zürisläng Freischtiil (Vinyl avec Lügner, Tiisär et DJ Cutmando)